# Drosophila madeirensis
Drosophila madeirensis är en tvåvingeart som beskrevs av Monclus 1984. Drosophila madeirensis ingår i släktet Drosophila och familjen daggflugor.
Artens utbredningsområde är Madeira.